# Campylacantha
Campylacantha är ett släkte av insekter. Campylacantha ingår i familjen gräshoppor.
Kladogram enligt Catalogue of Life:
| Campylacantha | \| \| Campylacantha lamprotata \| \| \| \| \| \| Campylacantha olivacea \| \| \| \| \| \| Campylacantha vegana \| \| \| \| \| \| Campylacantha vivax \| \| \| \| |
|               | \| \| Campylacantha lamprotata \| \| \| \| \| \| Campylacantha olivacea \| \| \| \| \| \| Campylacantha vegana \| \| \| \| \| \| Campylacantha vivax \| \| \| \| |
|               | Campylacantha lamprotata |
|               | |
|               | Campylacantha olivacea |
|               | |
|               | Campylacantha vegana |
|               | |
|               | Campylacantha vivax |
|               | |

## Bildgalleri

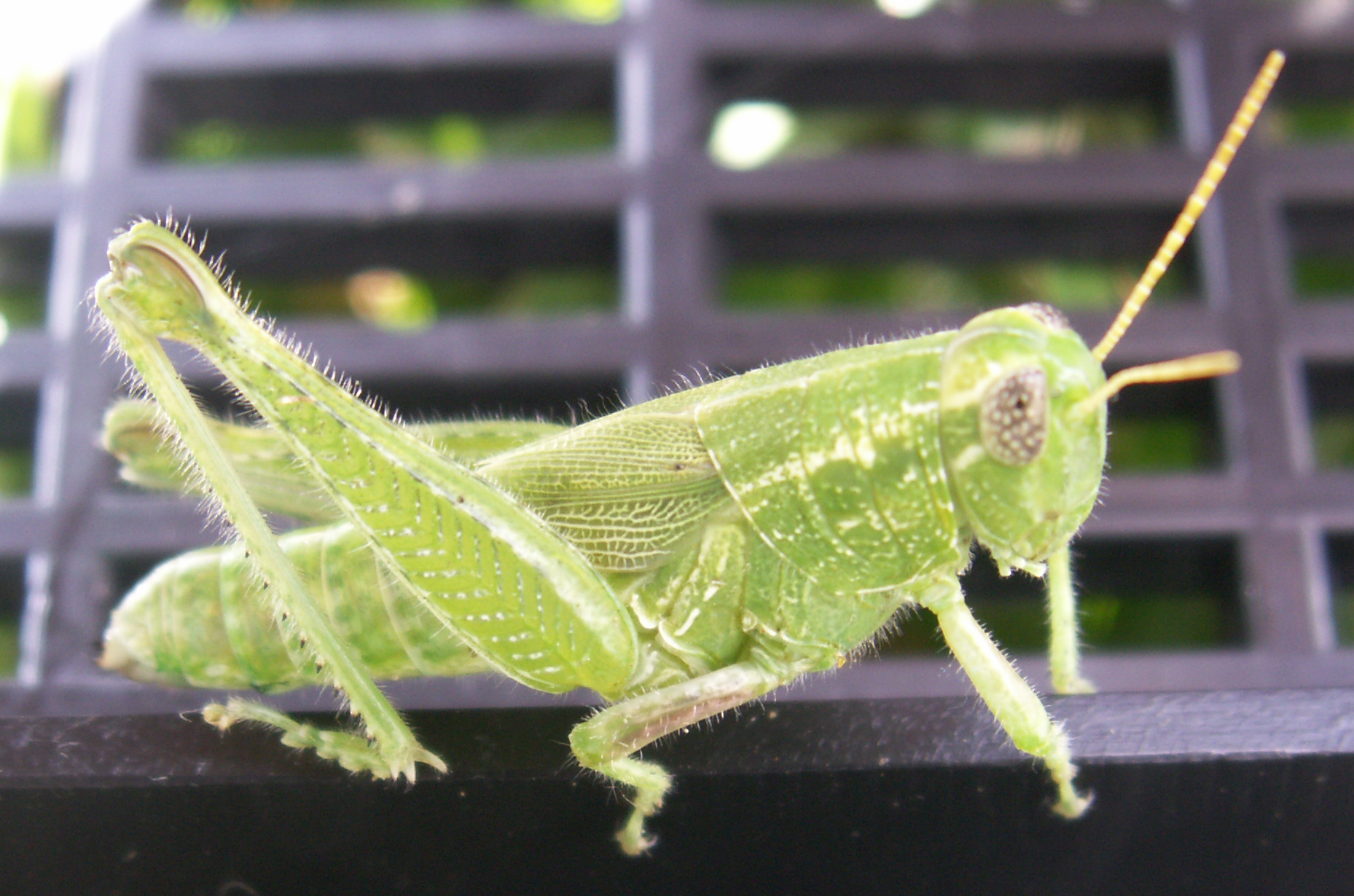
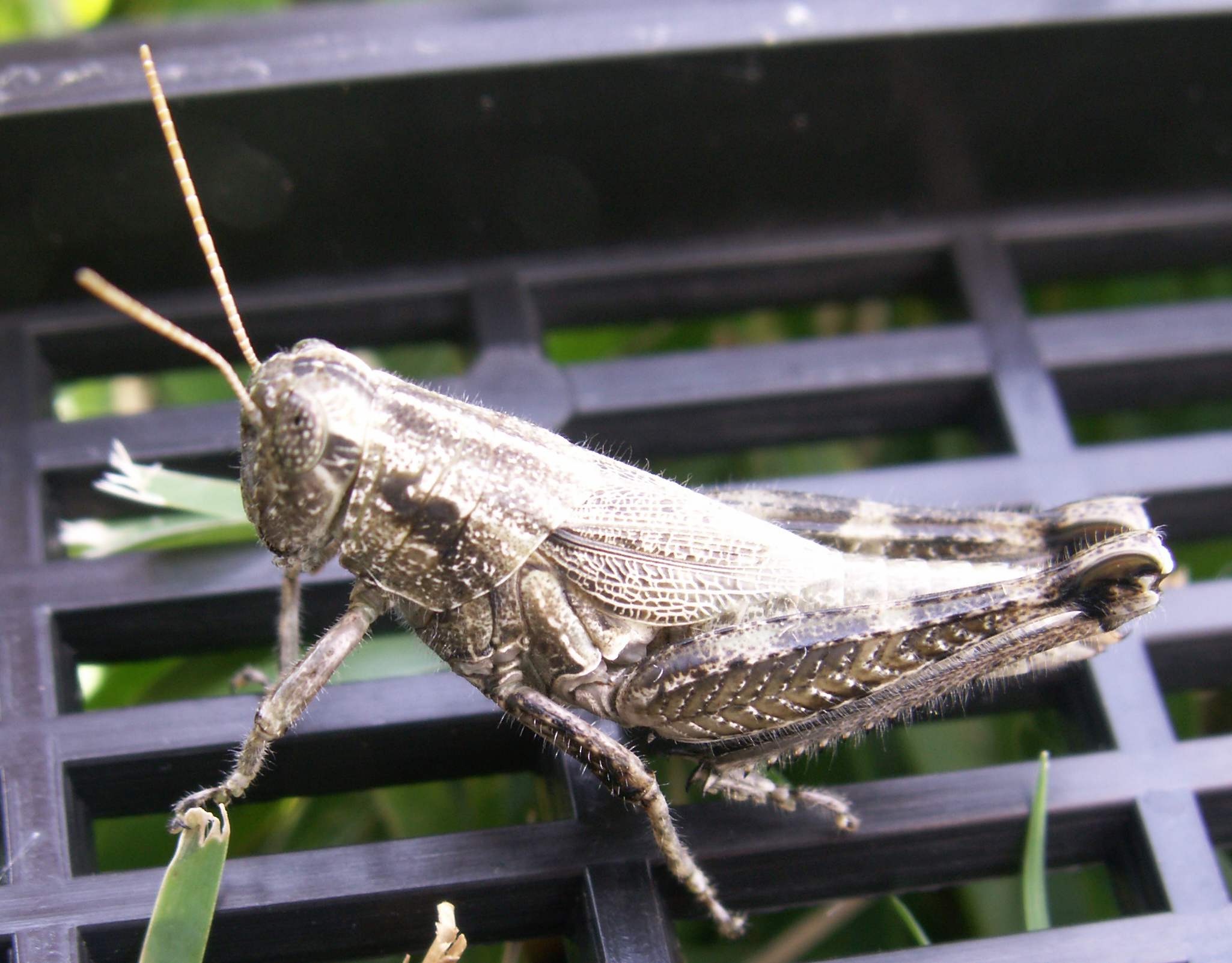
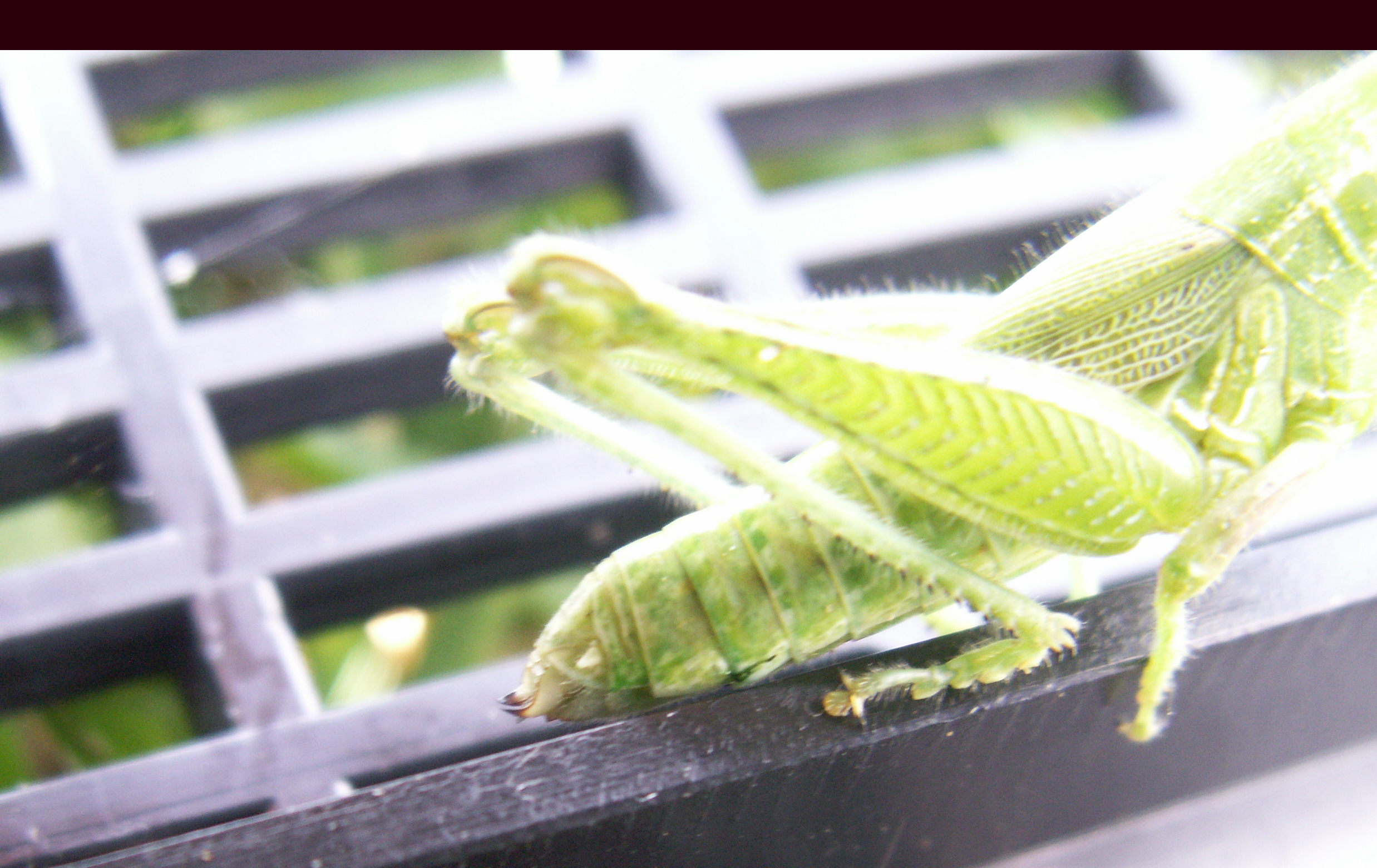
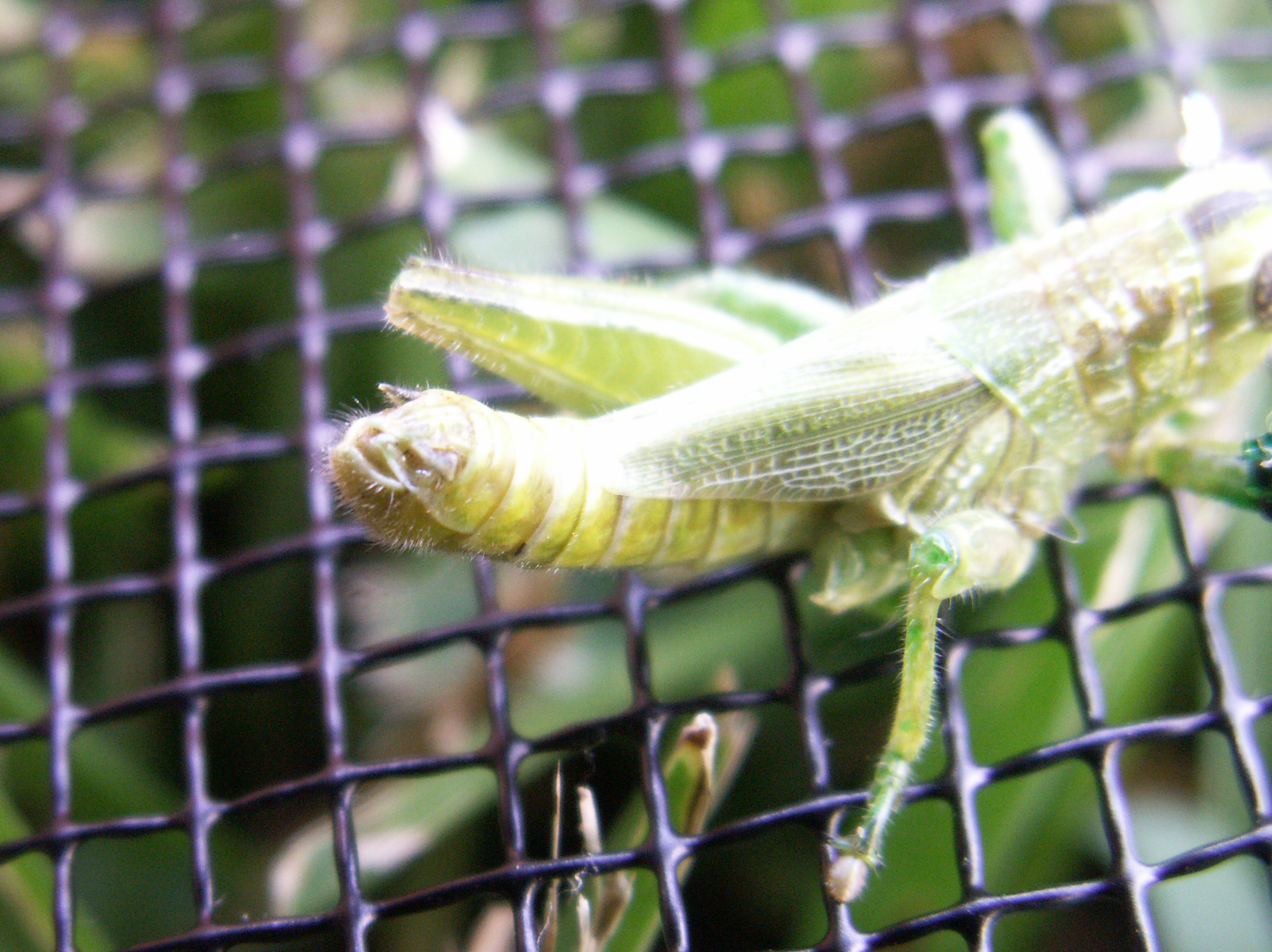